# مقاطعة فورد (كانساس)
مقاطعة فورد (بالإنجليزية: Ford County)‏ هي إحدى المقاطعات في ولاية كانساس، الولايات المتحدة الأمريكية.